# جنگ سرد (فیلم ۲۰۱۲)
«جنگ سرد» (انگلیسی: Cold War (film)) فیلمی در ژانر اکشن و مهیج است که در سال ۲۰۱۲ منتشر شد. از بازیگران آن می‌توان به اندی لاو، بایرون من، جویس چنگ، و مایکل وونگ اشاره کرد.